# Ямайка на летних Олимпийских играх 1964
Ямайка принимала участие в Летних Олимпийских играх 1964 года в Токио (Япония) в четвёртый раз за свою историю, но не завоевала ни одной медали.

## Результаты

### Бокс
| Спортсмен     | Весовая категория | 1/16 финала                         | 1/8 финала                    | Четвертьфинал        | Полуфинал            | Финал                | Место |
| Спортсмен     | Весовая категория | Соперник Результат                  | Соперник Результат            | Соперник Результат   | Соперник Результат   | Соперник Результат   | Место |
| ------------- | ----------------- | ----------------------------------- | ----------------------------- | -------------------- | -------------------- | -------------------- | ----- |
| Джон Элиотт   | до 71 кг          | Хосе Роберто Чирино Аргентина П 0-5 | Завершил выступления          | Завершил выступления | Завершил выступления | Завершил выступления | 17    |
| Рональд Холмс | до 81 кг          | —                                   | Збигнев Петшиковский Польша П | Завершил выступления | Завершил выступления | Завершил выступления | 9     |

### Лёгкая атлетика
Мужчины
| Спортсмен                                              | Дисциплина       | Первый раунд | Первый раунд | Первый раунд | Четвертьфинал | Четвертьфинал | Четвертьфинал | Полуфинал            | Полуфинал            | Полуфинал            | Финал                | Финал                |
| Спортсмен                                              | Дисциплина       | Время        | Место        | Сумма        | Время         | Место         | Сумма         | Время                | Место                | Сумма                | Время                | Место                |
| ------------------------------------------------------ | ---------------- | ------------ | ------------ | ------------ | ------------- | ------------- | ------------- | -------------------- | -------------------- | -------------------- | -------------------- | -------------------- |
| Линн Хэдли                                             | 100 м            | 10,57        | 2            | 14           | 10,50         | 3             | 14            | 10,59                | 6                    | 13                   | Завершил выступления | Завершил выступления |
| Деннис Джонсон                                         | 100 м            | 10,61        | 2            | 22           | 10,51         | 5             | 16            | Завершил выступления | Завершил выступления | Завершил выступления | Завершил выступления | Завершил выступления |
| Пабло Макнил                                           | 100 м            | 10,60        | 3            | 19           | 10,54         | 4             | 18            | 10,39                | 6                    | 7                    | Завершил выступления | Завершил выступления |
| Руперт Хоулетт                                         | 400 м            | 47,50        | 4            | 29           | 47,60         | 5             | 22            | Завершил выступления | Завершил выступления | Завершил выступления | Завершил выступления | Завершил выступления |
| Лори Хан                                               | 400 м            | 47,25        | 3            | 21           | 46,97         | 4             | 14            | 47,0                 | 6                    | 12                   | Завершил выступления | Завершил выступления |
| Джордж Керр                                            | 800 м            | 1:48,9       | 2            | 4            |               |               |               | 1:46,1               | 1                    | 1                    | 1:45,9               | 4                    |
| Невилл митон                                           | 800 м            | 1:52,4       | 5            | 34           |               |               |               | Завершил выступления | Завершил выступления | Завершил выступления | Завершил выступления | Завершил выступления |
| Невилл митон                                           | 1500 м           | 3:57,0       | 9            | 39           |               |               |               | Завершил выступления | Завершил выступления | Завершил выступления | Завершил выступления | Завершил выступления |
| Пабло Макнил Патрик Робинсон Линн Хэдли Деннис Джонсон | эстафета 4х100 м | 40,11        | 2.           | 6.           |               |               |               | 39,68                | 3                    | 6                    | 39,49                | 4                    |
| Лори Хан Малкольм Спенс Мэлвилл Спенс Джордж Керр      | Эстафета 4х400 м | 3:05,3       | 3            | 4            |               |               |               |                      |                      |                      | 3:02,3               | 4                    |

| Спортсмен     | Дисциплина     | Квалификация | Квалификация | Финал                | Финал                |
| Спортсмен     | Дисциплина     | Результат    | Место        | Результат            | Место                |
| ------------- | -------------- | ------------ | ------------ | -------------------- | -------------------- |
| Уэсли Клэйтон | прыжки в длину | 7,28         | 19           | Завершил выступления | Завершил выступления |

Женщины
| Спортсменка                                             | Дисциплина       | Первый раунд | Первый раунд | Первый раунд | Четвертьфинал | Четвертьфинал | Четвертьфинал | Полуфинал             | Полуфинал             | Полуфинал             | Финал                 | Финал                 |
| Спортсменка                                             | Дисциплина       | Время        | Место        | Сумма        | Время         | Место         | Сумма         | Время                 | Место                 | Сумма                 | Время                 | Место                 |
| ------------------------------------------------------- | ---------------- | ------------ | ------------ | ------------ | ------------- | ------------- | ------------- | --------------------- | --------------------- | --------------------- | --------------------- | --------------------- |
| Кармен Смит                                             | 100 м            | 11,79        | 5            | 15           | 11,7          | 4             | 15            | 11,99                 | 8                     | 16                    | Завершила выступления | Завершила выступления |
| Кармен Смит                                             | 80 м с/б         | 11,8         | 5            | 24           |               |               |               | Завершила выступления | Завершила выступления | Завершила выступления | Завершила выступления | Завершила выступления |
| Эдлин Мейр-Кларк                                        | 200 м            | 25,0         | 5            | 26           |               |               |               | Завершила выступления | Завершила выступления | Завершила выступления | Завершила выступления | Завершила выступления |
| Уна Моррис                                              | 200 м            | 24,24        | 3            | 13           |               |               |               | 23,77                 | 3                     | 6                     | 23,58                 | 4                     |
| Уна Моррис                                              | 400 м            | 55,39        | 3            | 9            |               |               |               | 54,9                  | 6                     | 12                    | Завершила выступления | Завершила выступления |
| Эдлин Мейр-Кларк Уна Моррис Вильма Чарльтон Кармен Смит | Эстафета 4х100 м | 46,0         | 5            | 8            |               |               |               | Завершили выступления | Завершили выступления | Завершили выступления | Завершили выступления | Завершили выступления |

### Парусный спорт
| Спортсмены                                  | Класс  | Регата | Регата | Регата | Регата | Регата | Регата | Регата | Очки | Место |
| Спортсмены                                  | Класс  | 1      | 2      | 3      | 4      | 5      | 6      | 7      | Очки | Место |
| ------------------------------------------- | ------ | ------ | ------ | ------ | ------ | ------ | ------ | ------ | ---- | ----- |
| Стивен Энрикес Бартон Киркконнел Эрл Тейлор | Дракон | 120    | 101    | 101    | 162    | 207    | 141    | (0)    | 832  | 23    |

### Стрельба
| Спортсмен  | Дисциплина     | Очки | Место |
| ---------- | -------------- | ---- | ----- |
| Тони Бридж | Пистолет, 50 м | 492  | 51    |